# Klimsport op de Olympische Zomerspelen 2020
Klimsport is een van de sporten die beoefend werd tijdens de Olympische Zomerspelen 2020 in Tokio. Het was de eerste keer dat de sport op het olympisch programma stond. Het onderdeel bestond uit drie disciplines: boulderen, speed en lead. Het deelnemersveld bestond in totaal uit 40 atleten en aan zowel het mannen- als vrouwentoernooi deden twintig deelnemers mee. Het onderdeel werd gehouden in het stadsdeel Aomi in het tijdelijke Aomi Urban Sports Venue in de zone rondom de Baai van Tokio; naast klimsport werd hier ook het 3x3-basketbaltoernooi gehouden.

## Kwalificatie
Bij zowel de mannen als de vrouwen waren er in totaal twintig quotaplaatsen te halen, waarbij elk Nationaal Olympisch Comité (NOC) maximaal twee atleten per evenement mocht afvaardigen. De kwalificatieprocedure was voor beide toernooien gelijk. Gastland Japan was verzekerd van een quotaplaats, terwijl achttien andere plaatsen te verdienen waren bij zeven wedstrijden. Bij de wereldkampioenschappen in Hachioji en bij het internationaal olympisch kwalificatietoernooi in Toulouse waren in 2019 respectievelijk zeven plaatsen en zes plaatsen te behalen. In 2020 werden bij de continentale kampioenschappen in Johannesburg, Los Angeles, Morioka, Moskou en Sydney de overige vijf quotaplaatsen verdeeld. De olympische tripartitecommissie vergaf tot slot een quotaplaats aan een atleet uit een van de kleinere NOC's.

### Mannen
| Toernooi                                      | Datum                         | Locatie      | Plaatsen | Gekwalificeerd                                                                                             |
| --------------------------------------------- | ----------------------------- | ------------ | -------- | --- |
| Gastland                                      | –                             | –            | 1        | Kai Harada                                                                                                 |
| Wereldkampioenschappen                        | 20 – 21 augustus 2019         | Hachioji     | 7        | Tomoa Narasaki Jakob Schubert Rishat Khaibullin Mickaël Mawem Alexander Megos Ludovico Fossali Sean McColl |
| Internationaal olympisch kwalificatietoernooi | 28 november – 1 december 2019 | Toulouse     | 6        | Adam Ondra Bassa Mawem Jan Hojer Pan Yufei Alberto Ginés Nathaniel Coleman                                 |
| Afrikaans olympisch kwalificatietoernooi      | 1 – 3 mei 2020                | Johannesburg | 1        | |
| Amerikaans olympisch kwalificatietoernooi     | 27 februari – 1 maart 2020    | Los Angeles  | 1        | Colin Duffy                                                                                                |
| Aziatisch olympisch kwalificatietoernooi      | 18 – 24 mei 2020              | Morioka      | 1        | |
| Europees olympisch kwalificatietoernooi       | 16 – 18 april 2020            | Moskou       | 1        | |
| Oceanisch olympisch kwalificatietoernooi      | 18 – 19 april 2020            | Sydney       | 1        | |
| Uitnodiging olympische tripartitecommissie    | nnb.                          | –            | 1        | |
| Totaal                                        |                               |              | 20       | |

### Vrouwen
| Toernooi                                      | Datum                         | Locatie      | Plaatsen | Gekwalificeerd                                                                                             |
| --------------------------------------------- | ----------------------------- | ------------ | -------- | --- |
| Gastland                                      | –                             | –            | 1        | Miho Nonaka                                                                                                |
| Wereldkampioenschappen                        | 20 – 21 augustus 2019         | Hachioji     | 7        | Janja Garnbret Akiyo Noguchi Shauna Coxsey Aleksandra Mirosław Petra Klingler Brooke Raboutou Jessica Pilz |
| Internationaal olympisch kwalificatietoernooi | 28 november – 1 december 2019 | Toulouse     | 6        | Julia Chanourdie Mia Krampl Joelija Kaplinova Kyra Condie Laura Rogora Song Yiling                         |
| Afrikaans olympisch kwalificatietoernooi      | 1 – 3 mei 2020                | Johannesburg | 1        | |
| Amerikaans olympisch kwalificatietoernooi     | 27 februari – 1 maart 2020    | Los Angeles  | 1        | Alannah Yip                                                                                                |
| Aziatisch olympisch kwalificatietoernooi      | 18 – 24 mei 2020              | Morioka      | 1        | |
| Europees olympisch kwalificatietoernooi       | 16 – 18 april 2020            | Moskou       | 1        | |
| Oceanisch olympisch kwalificatietoernooi      | 18 – 19 april 2020            | Sydney       | 1        | |
| Uitnodiging olympische tripartitecommissie    | nnb.                          | –            | 1        | |
| Totaal                                        |                               |              | 20       | |

## Competitieschema
Hieronder volgt het voorlopige competitieschema van de klimsport op de Olympische Zomerspelen 2020. De twee evenementen worden gehouden van 3 tot en met 6 augustus 2021 en duren elk twee dagen. Op de eerste dag vindt de kwalificatie plaats en op de tweede dag de finale.
| Q | Kwalificatie | F | Finale |

| Datum →     | 3 | 4 | 5 | 6 |
| Onderdeel ↓ | 3 | 4 | 5 | 6 |
| ----------- | - | - | - | - |
| Mannen      | Q |   | F |   |
| Vrouwen     |   | Q |   | F |

## Medailles
| Onderdeel | Goud | Goud                | Zilver | Zilver            | Brons | Brons          |
| --------- | ---- | ------------------- | ------ | ----------------- | ----- | -------------- |
| Mannen    | ESP  | Alberto Ginés López | USA    | Nathaniel Coleman | AUT   | Jakob Schubert |
|           |      |                     |        |                   |       |                |
| Vrouwen   | SLO  | Janja Garnbret      | JPN    | Miho Nonaka       | JPN   | Akiyo Noguchi  |

### Medaillespiegel
| Plaats | Land             | NOC    | Goud | Zilver | Brons | Totaal |
| ------ | ---------------- | ------ | ---- | ------ | ----- | ------ |
| 1      | Slovenië         | SLO    | 1    | 0      | 0     | 1      |
| 1      | Spanje           | ESP    | 1    | 0      | 0     | 1      |
| 3      | Japan            | JPN    | 0    | 1      | 1     | 2      |
| 4      | Verenigde Staten | USA    | 0    | 1      | 0     | 1      |
| 5      | Oostenrijk       | AUT    | 0    | 0      | 1     | 1      |
| Totaal | Totaal           | Totaal | 2    | 2      | 2     | 6      |